# Izvoru Crișului
Izvoru Crișului là một xã thuộc hạt Cluj, România. Dân số thời điểm năm 2002 là 1662 người.